# Джонсон, Скотт
Скотт Джонсон (12 мая 1952, Мадисон — 24 марта 2023, Манхэттен) — американский композитор-минималист, известный в частности своими пионерскими экспериментами по использованию закольцованных записей человеческого голоса в качестве мелодического инструмента. Эти эксперименты по скрещиванию живой разговорной речи, неречевых вокализаций (например смеха) и инструментальной музыки воплотились в развернутые произведения задолго до изобретения цифровых инструментов обработки звука. Стипендиат Мемориального фонда Джона Саймона Гуггенхайма (2006). Проживает в Нью-Йорке. Сотрудничает с разными исполнителями, в частности с Кронос-квартетом. В музыке Скотта Джонсона заметно влияние Джона Кейджа и Стива Райха (ср. композиции It's Gonna Rain (1965) и Come Out (1966).

## Образование и опыт
Родился 12 мая 1952 года в Мадисоне, штат Висконсин. Он окончил Висконсинский университет в Мэдисоне по специальности изобразительное искусство и делил свое время между изобразительным искусством и музыкой. В 1975 году он переехал в Нью-Йорк и стал участвовать в процветающей арт-сцене в центре Манхэттена. Первоначально он сосредоточился на изобразительном искусстве, включая скульптуру, перформанс и инсталляцию, с выставками в Artists Space и The Franklin Furnace. Он также начал играть на гитаре в чужих проектах, работая с такими артистами, как Лори Андерсон и Рис Чатем. В конце концов, его более широкое использование обработанных аудиозаписей в своих выступлениях и инсталляциях привело к повторному увлечению музыкой, и он начал исполнять свои собственные композиции на площадках, включая The Kitchen, ведущее пространство авангардной музыки, танцев и исполнительского искусства того времени.

## Ранние работы
Одна из самых известных композиций Скотта Джонсона для электрогитары и голоса под названием John Somebody (1982) представляет собой один из первых образцов использования естественной мелодики речи в обрамлении тональной гармонии. Название она получила по закольцованной, многократно повторяющейся в разных вариантах фразы из разговорного диалога, ставшего основой композиции:
—You know who's in New York?
—You remember that guy... J-John somebody?
—He was a-- he was sort of a--...
Ранние работы Джонсона были созданы задолго до появления цифрового редактирования музыки. Создание таких ленточных петель означало нарезку и соединение длинных полос магнитной ленты в петли, пропускание их через проигрыватель для перезаписи на целевую ленту. Современная технология цифрового сэмплирования звука позволяет значительно повысить эффективность процесса. Например, работа 2015 года Mind out of Matter содержит более 2500 слов. Техника Джонсона по расшифровке речевых мелодий для использования в инструментальных партитурах с тех пор использовалась рядом композиторов, включая Джейкоба Тер Вельдхуиса, Роберта Дэвидсона, Флорана Гиса и Стива Райха.
Джонсон перечислил три фактора, повлиявших на изобретение им этой техники: транскрипция птичьих песен Мессианом, призыв и ответ в американском блюзе и ранние речевые магнитофонные записи Стива Райха, «It's Gonna Rain» (1965) и «Come Out» (1966). В этих работах использовалась зацикленная речь, но не использовалось какое-либо инструментальное письмо, полученное из речи. Позже Райх принял технику транскрипции речи Джонсона для « Различных поездов» (1986) и последующих работ по выборке речи.
В те же годы, когда писался John Somebody, Джонсон написал «Пять движений» , 30-минутную работу для электрогитары соло и живой электронной обработки, используя возможности изменения высоты звука гармонайзера Eventide. John Somebody исполняется как произведение для соло-электрогитары и предварительно записанной минусовки, и вместе с Five Movements он был основным продуктом сольных выступлений Джонсона в Америке и Европе. Eventide Harmonizer также использовался для создания дорожек ленты для двух других произведений для соло-гитары и ленты, No Memory и U79, в которых вместо разборчивой речи использовались электронно изменённые звуки голоса.

## Более поздние работы
В 1980-х и начале 1990-х Джонсон сочинял произведения для двух собственных ансамблей и выступал в качестве гитариста. Первым был октет с инструментами большой рок-группы: электрогитары, саксофоны и перкуссия. Начиная с 1989 года он организовал квартет скрипки, виолончели, электрогитары и фортепиано/синтезатора. Этот ансамбль выпустил в 1996 году компакт-диск под названием Rock/Paper/Scissors, включающий инструментальную работу с таким названием и работу с образцами речи под названием Convertible Debts. В 1980-х Джонсон также получил свой первый заказ от Кронос-квартет и написал музыку для фильма режиссера Пола Шредера 1988 года «Пэтти Херст» . В этом проекте он вернулся к использованию записанной речи с участием актрисы Наташи Ричардсон в роли Херста. В 1990-х он написал часовое произведение для квартета «Кронос» «Как это бывает» на основе сэмпла голоса журналиста И.Ф. Камень.
С 2000 года Джонсон продолжал писать как произведения на заказ, так и музыку для ансамблей собственного сочинения. К ним относятся «Американцы» , работа по выборке речи, основанная на голосах иммигрантов в Соединённые Штаты, и оценка септета, напоминающего расширенную рок-группу. Assembly Required — полностью инструментальное произведение, написанное для того же ансамбля. Другие отличительные инструменты включают Up and Back для сямисэна, электрогитары, виолончели и фортепиано; и Bowery Haunt для дуэта электрогитар. Заказные работы включают «Иллюзию руководства для удара по банке со всеми звездами», «Последний раз, рассказанный» для ансамбля Лебедь и «Преследующая лошадь» для Оркестра американских композиторов.
Крупнейшая работа Джонсона «Разум вне материи» основана на сэмплах голоса американского философа Дэниела Деннета. Он был исполнен и записан ансамблем современной музыки Alarm Will Sound. Эта вечерняя работа исследует научно-ориентированный взгляд Деннета на происхождение и эволюцию религии. Как и в случае с «Как это происходит» и «Американцами», он напрямую затрагивает социальные и политические вопросы, помещая основанный на реальности текст в выразительную музыкальную обстановку, которая в конечном итоге получается из мелодий записанного голоса говорящего.
Джонсон был ярым сторонником открытия классической традиции для влияний живой популярной музыки. Он выступал с докладами об этом аспекте своей работы в крупных университетах и консерваториях, а в своем расширенном эссе «Контрапункт видов» эволюция музыкальных стилей рассматривается через призму дарвиновских принципов. Он был опубликован в журнале Arcana: Musicians on Music под редакцией Джона Зорна и процитирован в книге Пьеро Вайса и Ричарда Тарускина «Музыка в западном мире» (2-е издание). Резиденции художников включают Центр Белладжио Фонда Рокфеллера и Чивителла Раньери.

## Смерть
В 2021 году у Джонсона был диагностирован рак лёгких. Скончался от осложнений аспирационной пневмонии в Манхэттене 24 марта 2023 года. В тот же день умерла его жена Марлиза Монро, публицист классической музыки. Им обоим было по 70 лет.